# Cours comptant
En finance, le cours comptant ou cours au comptant (également appelé cours spot) est le cours d'une devise à l'instant présent (par opposition au cours à terme). Il est calculé par rapport à un taux de change.
Le cours au comptant fluctue en temps réel en fonction de l'offre et de la demande exprimée sur le marché.